# نصرالدین (روستا)
نصرالدین روستایی در دهستان گزیک بخش گزیک شهرستان درمیان استان خراسان جنوبی ایران است. بر پایه سرشماری عمومی نفوس و مسکن در سال ۱۳۹۰ جمعیت این روستا ۵۶۲ نفر (در ۱۳۶ خانوار) بوده است.